# Microcos riparia
Microcos riparia är en malvaväxtart som först beskrevs av Jacob Gijsbert Boerlage och Koord., och fick sitt nu gällande namn av Karl Ewald Maximilian Burret. Microcos riparia ingår i släktet Microcos och familjen malvaväxter. Inga underarter finns listade i Catalogue of Life.